# Геометричний рід
В алгебраїчній геометрії геометричний рід — це основний біраціональний інваріант pg дляалгебраїчних многовидів і комплексних многовидів.

## Визначення
Геометричний рід може бути визначений для неоднорідних комплексних проективних многовидів і, загалом, для Комплексних різновидів як число Ходжа hn,0 (рівне h0,n за дуальністю Серра), тобто розмірність канонічної лінійної системи плюс один.
Іншими словами, для різновиду V комплексної розмірності n — це число лінійно незалежних голоморфних n — форм, які можна знайти на V Це визначення, як вимір
H0(V,Ωn)
потім переноситься на будь-яке базове поле, коли Ω вважається групою диференціалів Келера, а потужність є (верхньою) зовнішньою силою, канонічним рядом лінії.
Геометричний рід — це перший інваріант pg = P1 послідовності інваріантів Pn називається plurigenera.

## Випадок кривих
У випадку складних різновидів (складні локуси) несингулярні криві є Рімановими поверхнями. Алгебраїчне визначення роду узгоджується з топологічним поняттям. На несинулярній кривій канонічний лінійний пучок має ступінь 2g − 2.
Поняття про родоподібний характер є у викладі теореми Рімана-Роха (див. Також теорему Рімана-Роха про алгебраїчні криві) та формули Рімана — Гурвіца. За теоремою Рімана — Роха, непридатна крива площини градуса d має геометричний рід
{\displaystyle g={\frac {(d-1)(d-2)}{2}}-s,}
де s — кількість сингулярностей при правильному підрахунку
Якщо C — невідворотна (і гладка) гіперповерхня в проективній площині, вирізана поліноміальним рівнянням степеня d, то її звичайний лінійний сегмент — це скручувальний сегмент Серра {\displaystyle {\mathcal {O}}(d)}, тому за формулою доповнення канонічне рядок ліній C задається через
{\displaystyle {\mathcal {K}}_{C}=\left[{\mathcal {K}}_{\mathbb {P} ^{2}}+{\mathcal {O}}(d-3)\right]_{\vert C}={\mathcal {O}}(d)_{\vert C}}

## Рід особливих кривих
Визначення геометричного роду переноситься класично до сингулярних кривих C, декретуючи це
pg(C)
— це геометричний рід нормалізації C′. Тобто, починаючи з перетворення
C′ → C
є біраціональним, визначення яке розширюється біраціональною інваріантністю.